# Noskowo, Zachodniopomorskie
Noskowo [nɔsˈkɔvɔ] (trước đây là Notzkow của Đức) là một ngôi làng thuộc khu hành chính của Gmina Sławno, thuộc hạt Sławno, Zachodniopomorskie, ở phía tây bắc Ba Lan. Nó nằm khoảng 9 kilômét (6 mi)   phía đông Sławno và 182 km (113 mi) về phía đông bắc của thủ đô khu vực Szczecin.
Trước năm 1945, khu vực này là một phần của Đức. Đối với lịch sử của khu vực, xem Lịch sử của Pomerania.
Làng có dân số 500 người.